# Formica oblita
Formica oblita är en myrart som beskrevs av Oswald Heer 1867. Formica oblita ingår i släktet Formica och familjen myror. Inga underarter finns listade i Catalogue of Life.